# Stethynium tridentatum
Stethynium tridentatum är en stekelart som beskrevs av Girault 1938. Stethynium tridentatum ingår i släktet Stethynium och familjen dvärgsteklar. Inga underarter finns listade i Catalogue of Life.